# Marta Marrero
Marta Marrero (* 16. Januar 1983 in Las Palmas de Gran Canaria) ist eine ehemalige spanische Tennis-  und Padelspielerin. Sie ist die jüngere Schwester von Tennisprofi David Marrero.

## Karriere
Marrero begann im Alter von sieben Jahren mit dem Tennissport und bevorzugte den Sandplatz. Ab 1997 spielte sie auf ITF-Turnieren.
In ihrer Tenniskarriere gewann sie zwei WTA-Doppeltitel. Im Jahr 2000 erreichte sie im Einzel das Viertelfinale der French Open, im Jahr darauf stand sie im Achtelfinale der Australian Open. Ihre beste Weltranglistenposition in Einzel und Doppel war jeweils Platz 47.
Zwischen 2002 und 2005 hatte sie sieben Einsätze für die spanische Fed-Cup-Mannschaft, von denen sie zwei gewinnen konnte.
Nach ihrer Tenniskarriere begann sie auf der Padel-Tour, an der sie 2020 als Partnerin von Paula Josemaria teilnahm. Dabei erreichte sie mit Platz 16 der Padel-Weltrangliste ihre höchste Platzierung.

## Turniersiege

### Doppel
| Nr. | Datum           | Turnier  | Kategorie    | Belag | Partnerin               | Finalgegnerinnen                         | Ergebnis |
| --- | --------------- | -------- | ------------ | ----- | ----------------------- | ---------------------------------------- | -------- |
| 1.  | 14. August 2004 | Sopot    | WTA Tier III | Sand  | Nuria Llagostera Vives  | Klaudia Jans Alicja Rosolska             | 6:4, 6:3 |
| 2.  | 21. Mai 2005    | Istanbul | WTA Tier III | Sand  | Antonella Serra Zanetti | Daniela Klemenschits Sandra Klemenschits | 6:4, 6:0 |